# صحافة خدمية
الصحافة الخدمية هو مصطلح يستخدم للمزايا والنصائح الموجهة للمستهلك، بدءًا من الخطيرة إلى التافهة.

## التاريخ
كانت دائمًا ما تسعى المجلات لإعلان الأخبار والترفيه. ومع ذلك، كانت الصحافة الخدمية الحديثة رائدة بشكل جزئي بفضل كلاي فيلكر، الذي أطلق مجلة نيويورك عام 1968. وكان يتم نشر نصائح ومزايا عن الموضة والغذاء والسفر من بين القطع الاستقصائية والأدبية المطولة التي كان يتم نشرها. وتظهر الصحافة الخدمية في مجلات متنوعة مثل ماكسيم وتقرير الولايات المتحدة العالمي الإخباري، الذي يوضح شعاره «أخبار يمكنك استخدامها» هذا المصطلح بجدارة.

## مجلات مختارة
- بادجيت ترافيل
- بتر هومز آند جاردنز
- كوزمابولتين
- فاميلي سيركل
- إف إتش إم
- جلامور
- جود هاوسكيبينج
- هيلث
- ماري كلير
- مينز فيتنس
- ماكسيم
- لاديز هوم جورنال
- مينز هيلث
- مور
- ريد بوك
- سفنتين
- سيلف
- شيب
- فيفماج
- ومينز هيلث

## وصلات خارجية
- “5 Reasons to Love Service Journalism”, Ryerson Review of Journalism